# 베레니스 마를로
베레니스 마를로(Bérénice Marlohe, 1979년 5월 19일 ~ )는 프랑스의 배우이다. 영화 《007 스카이폴》에서 본드 걸인 Séverine 역할을 맡았다.

## 출연 작품
- 송 투 송
- 신들의 분노